# 富山県道274号砂子谷埴生線
富山県道274号砂子谷埴生線（とやまけんどう274ごう すなごだにはにゅうせん）は、富山県南砺市南蟹谷地区と同県小矢部市埴生地区を結ぶ一般県道（富山県道）である。

## 概要
- 起点：富山県南砺市土山字新保1781[1]（＝新高砂橋西詰・国道304号交点）
- 終点：富山県小矢部市埴生字南友520の4[1]（＝埴生交差点・富山県道42号小矢部福光線交点）

## 歴史
- 1960年（昭和35年）4月23日：路線認定[1][2]。

## 接続道路
- 国道304号（南砺市土山・新高砂橋西詰：起点）
- 国道359号（小矢部市末友・末友交差点）
- 富山県道42号小矢部福光線（小矢部市埴生・埴生交差点：終点）

## 通過する自治体
- 富山県
  - 南砺市 - 小矢部市

## 冬季閉鎖区間
- 南砺市高窪 - 南砺市人母（但し、並行する国道304号と南砺市道により迂回が可能）

## 周辺
- 高窪温泉
- 北陸自動車道
- パナソニック エコシステムズ ベンテック 小矢部工場
- 小矢部市立北蟹谷スポーツセンター
- 小矢部警察署 北蟹谷駐在所
- 安養寺城